# Two for the Road (Izgubljeni)
„Two for the Road” dvadeseta je epizoda druge sezone televizijske serije Izgubljeni, a sveukupno njezina 45. epizoda. Napisali su je Elizabeth Sarnoff i Christina M. Kim, a režirao Paul Edwards. Prvi put emitirala se 3. svibnja 2006. na televizijskoj mreži ABC. U radnji koja se odvija prije otoka gledatelji saznaju još više o prošlosti Ana Lucije, dok u radnji koja se odvija na otoku Ana Lucia pokušava doći do pištolja da bi ubila Henryja, a Michael se vraća k ostalim preživjelima. Na kraju epizode Michael bez ikakvog objašnjenja ubija Anu Luciju i Libby. 
Epizoda „Two for the Road” dobila je uglavnom pozitivne kritike. Kritičari su bili zapanjeni ubojstvom dva lika – Ane Lucije i Libby. Ipak, mnogi gledatelji prognozirali su njihovu smrt jer su obje glumice – Michelle Rodriguez i Cynthia Watros – dospjele u javnost zbog vožnje u pijanom stanju nekoliko mjeseci prije emitiranja epizode. Kasnije su producenti u nekoliko intervjua izjavili da su njihove smrti bile planirane godinu dana unaprijed. Gledanost je bila manja nego lani; epizodu je pratilo 15,03 milijuna Amerikanaca. Udruženje američkih scenarista nominiralo je scenaristice Sarnoff i Kim za najbolju dramsku epizodu u veljači 2007.

## Radnja

### Prije otoka
Radnja koja se odvija prije dolaska na otok nastavlja se točno od trenutka kada je Ana Lucia Cortez (Michelle Rodriguez) ubila Jasona (Aaron Gold) u epizodi "Collision". Sljedećeg dana dolazi u policijsku postaju pa ju njezina majka Teresa Cortez (Rachel Ticotin) sumnjičavo ispituje te uzrokuje njezinu ostavku. Tijekom rada na aerodromu ona upoznaje Christiana Shepharda (John Terry) koji ju unajmljuje kao zaštitara za svoj put u Australiju. Jedne noći Ana Lucia i pijani Christian odlaze u kuću ispred koje Christian od plave žene (Gabrielle Fitzpatrick) zahtijeva da vidi svoju kćerku. Nakon što njihova svađa izmakne kontroli, Ana se uplete i vrati Christiana natrag u automobil. U konačnici Ana Lucia se umori od Christianovog pijančevanja i ostavlja ga ispred bara gdje se nakratko susreću sa Sawyerom. Ana odlazi na aerodrom i nazove svoju majku, ispriča joj se i kaže da želi ispraviti stvari. Teresa joj odgovara da će čekati svoju kćerku u Los Angelesu.

### Na otoku
Ana Lucia počinje ispitivati Henryja Galea u oknu, ali je on naglo napadne pa ga John Locke (Terry O'Quinn) zaustavi tako što ga onesvijesti. Kasnije ga Locke upita zašto je napao Anu Luciju, a nikad nije napao njega. Henry mu odgovara da je to zbog toga što je Locke "jedan od dobrih ljudi". Premda Libby (Cynthia Watros) kaže Ani Luciji da se ne bi trebala osvetiti Henryju, ona je u tome odlučna pa od Jamesa "Sawyera" Forda (Josh Holloway) traži pištolj. On ju odbija, ali nakon što se njih dvoje poseksaju ona mu uspijeva ukrasti pištolj. Jack Shephard (Matthew Fox) i Kate Austen (Evangeline Lilly) vraćaju se u okno s Michaelom Dawsonom (Harold Perrineau). Michael se budi i svima u oknu govori da je slijedio Druge i uvjerio se da oni žive gore od preživjelih. Također nadodaje da će, kada ozdravi, organizirati spasilačku misiju kako bi vratio svog sina Walta Lloyda (Malcolm David Kelley). Nakon što Locke i Jack započnu planirati spasilačku misiju, shvaćaju da će im trebati više oružja pa odlaze do Sawyera koji tek tada shvati da mu je Ana Lucija ukrala pištolj. Za to vrijeme, Hugo "Hurley" Reyes (Jorge Garcia) planira romantičan piknik za sebe i Libby, ali dok se nalaze na putu do mjesta gdje bi trebali jesti on shvati da je zaboravio deku pa se Libby ponudi da se vrati do okna i uzme jednu. Također predloži da Hurley upita Rose i Bernarda za malo vina za piknik što Hurleyja obraduje. U međuvremenu u oknu Michael upita Anu Luciju što se događalo dok ga nije bilo pa mu ona objasni par stvari: Sawyer ima svo oružje kod sebe, Jack, Locke i Kate su otišli po oružje, a trenutno u jednoj od prostorija preživjeli drže jednog od Drugih - Henryja - kao zarobljenika. Također mu napomene da ju je Henry ranije tog dana htio ubiti i premda ga je ona htjela ubiti, nije imala hrabrosti povući okidač. U tom trenutku Michael se ponudi da to sam napravi i nakon što mu Ana Lucia daje svoj pištolj on ju ubija. U tom istom trenutku Libby ulazi u sobu noseći deke i uplaši Michaela zbog čega ju ovaj upuca. Nakon toga, Michael ulazi u oružarnicu u kojoj se nalazi Henry. Gledajući ga puca sam sebi u rame što omogući Henryju lagani bijeg iz okna. 

## Produkcija
Two for the Road je bila druga epizoda koju je režirao Paul Edwards. Ranije je režirao epizodu "What Kate Did". Epizodu su napisale Elizabeth Sarnoff i Christina M. Kim i to je bila treća epizoda koju su njih dvije napisale zajedno.
Za potrebe snimanja epizode korištene su brojne lokacije na Oahu. Scena na krovu Dole Cannery snimljena je na krovu policijske postaje u Los Angelesu. Kuhinja havajskog kongresnog centra promijenjena je kako bi ju glumačka i filmska ekipa Izgubljenih mogla koristiti kao mrtvačnicu, a sam kongresni centar poslužio je za snimanje scena čija se radnja odvija na aerodromu. Bar u koji ulazi Christian Shephard zapravo je restoran Fisherman's Wharf u luci Kewalo Basin. Scena u hotelskoj sobi snimljena je u hotelu Ilikai Waikiki. Scene na plaži snimane su, kao i obično, na plaži Papa'iloa.
Smrti likova Ane Lucije i Libby uzrokovale su spekulacije da su one ubijene zbog toga što su glumice Michelle Rodriguez i Cynthia Watros uhićene tijekom vožnje u pijanom stanju i to istoga dana (1. prosinca 2005. godine) s 15 minuta razmaka. Watros se izjasnila krivom i kažnjena je s 370 dolara te joj je oduzeta vozačka dozvola na 90 dana. Rodriguez je u početku tvrdila da je nevina, ali u travnju 2006. godine priznala je krivicu te je osuđena na pet dana zatvora u Oahu od čega je odslužila samo 65 sati zbog pretrpanosti zatvora. U veljači 2006. godine časopis US Weekly tvrdio je da im je interni izvor rekao da su producenti serije Izgubljeni frustrirani ponašanjem glumice Rodriguez i da namjeravaju ubiti njezin lik. Ubrzo nakon što je epizoda Two for the Road emitirana, scenaristi Damon Lindelof i Carlton Cuse izjavili su za TV Guide da je tijekom razgovora s glumicom Rodriguez o ulozi Ana Lucije ona sama rekla da je zainteresirana za istu, ali samo na godinu dana. Kada su sjeli s njom bili su impresionirani njezinom energijom i odlučili su promijeniti svoj plan kako bi njezin lik "trajao" samo jednu sezonu. Budući publika nije najbolje prihvatila lik Ane Lucije, producenti su smatrali da njezina smrt neće izazvati previše simpatija od strane obožavatelja pa su odlučili da će ubiti i Libby (koja je bila izuzetno voljena) kako bi stvorili jak emocionalni udar na gledatelje. Nakon što su saznali da su obje glumice uhićene zbog vožnje u pijanom stanju, Lindelof se pobojao da će njihovo ubojstvo automatski biti povezano s izjavom producenata "Ne vozite dok ste pijani!" pa je čak i razmišljao o promjeni kompletnog scenarija da to tako ne ispadne; producenti su, međutim, odlučili da ostave priču takvom kakva jest. Lindelof je također negirao glasine da je lik glumice Rodriguez ubijen zbog toga što je s njom bilo jako teško raditi: "Michelle je bila izuzetno profesionalna i slagala se sa svim ostalim članovima glumačke postave". Prema izjavama Lindelofa i Cusea, glumica Watros bila je izuzetno tužna zbog ubojstva njezinog lika; producenti su se nad njom sažalili i pomogli su joj da dobije ulogu u Pilot epizodi nove CBS-ove televizijske serije My Ex-Life koja, ipak, nikad nije krenula u produkciju.

## Priznanja
Epizodu Two for the Road gledalo je 15.03 milijuna Amerikanaca što je za milijun i pol manje gledatelja u usporedbi s prethodnom sezonom. Epizoda je dobila uglavnom pozitivne kritike. C. K. Sample iz TV Squada napisao je da je epizoda Two for the Road "bila odlična i uživao sam u njoj" premda mu je bilo "žao Sawyera i Huga". Sample je također nadodao da premda je sumnjao da će Ana Lucia i Libby biti ubijene, ono što je "bilo nevjerojatno je osoba koja ih je ubila". Mac Slocum s internetske stranice Filmfodder.com napisao je da je epizoda sadržavala "najveći... obrat... ikada". Slocum je također nadodao da ako još niste pogledali epizodu, "očekuje vas prava poslastica". Libbyinu smrt proglasio je "jednom od najtragičnijih stvari koju smo imali prilike vidjeti" i nadodao da je to bio "ekvivalent nuklearnog oružja koje potamani sve likove u finalu serije MASH". Television Without Pity dao je ocjenu epizodi +4. Scenaristice epizode, Elizabeth Sarnoff i Christina M. Kim nominirane su za ovu epizodu za najbolju epizodu dramske serije od strane Udruženja američkih scenarista u veljači 2007. godine.

## Vanjske poveznice
- "Two for the Road"  Arhivirana inačica izvorne stranice od 9. veljače 2012. (Wayback Machine) na ABC-u